# Debil
Debil je izraz, ki se je v psihologiji uporabljal za duševno prizadete otroke med osmim in dvanajstim letom, katerih IQ je znašal med 51 in 70 točk. 
Pogovorno je »debil«, tako kot tudi ostali izrazi za duševno zaostale osebe, izraz za neumno osebo. 